# Agent Státní bezpečnosti

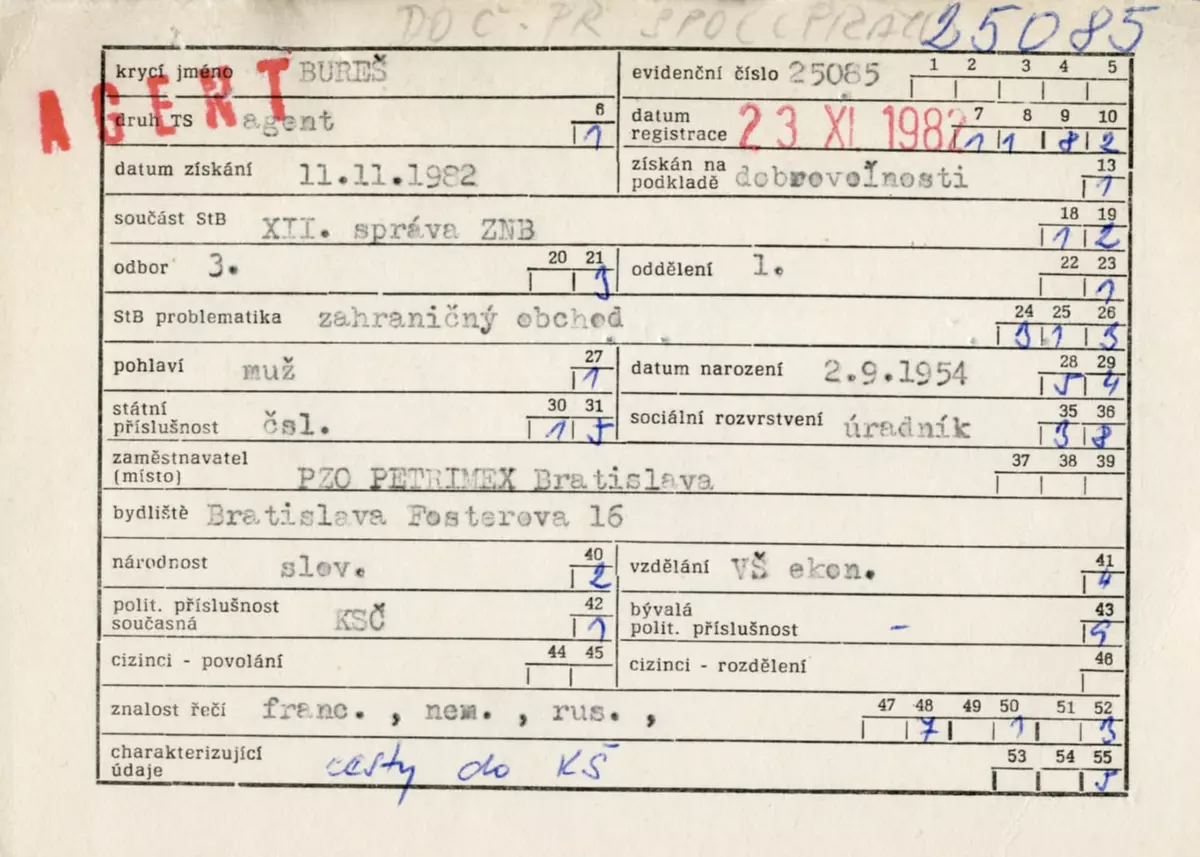
Přední část statistické karty tajného spolupracovníka StB s údaji Andreje Babiše z roku 1982

Agent Státní bezpečnosti, zkráceně agent StB, byl v komunistickém Československu tajný spolupracovník Státní bezpečnosti (StB), který plnil úkoly při odhalování, dalším rozvoji a dokumentování protistátní trestné činnosti a úkoly, které měly zabránit takové trestné činnosti.
Šlo o kategorii vědomého spolupracovníka StB. Toto pojmenování se používá v registračních protokolech agenturních a operativních svazků Státní bezpečnosti. StB na každého spolupracovníka vedla spis, v tomto případě jím byl svazek agenta.

## Úkoly agenta StB
Agenti StB tvořili operační síť po celém území Československa a činnost vykonávali ve všech oblastech společenského, kulturního a hospodářského života. Ke konci období komunistické totality evidovala Hlavní správa kontrarozvědky StB 1575 aktivních agentů, krajské správy evidovaly dalších asi 7 300 agentů. Budoucí agent vstupoval do vztahu s StB tzv. vázacím aktem, který byl fixován písemným závazkem nebo ústním souhlasem, podpisem závazku mlčenlivosti, popřípadě podpisem potvrzení o převzetí odměny. Činnost agenta řídil operativní důstojník StB, který určil krycí jméno, instruoval agenta o spojení, zadával konkrétní úkoly, přebíral informace, případně předával odměny.

## Způsob práce agenta
Agent získával poznatky :
- zpravodajsky – vyzvídáním
- dotazováním – vytěžováním objektu
- pozorováním
- operativním ohledáváním – utajeným vstupem do spisů a dokumentů objektu
- experimentem – zpravidla provokací.

Agenturní síť dodávala své poznatky ojediněle i po sametové revoluci až do rozpuštění StB 15. února 1990. Omezení pro uplatnění bývalých agentů StB ve veřejném životě po pádu komunistické totality měl řešit lustrační zákon.